# Embalse de Jimaguayú
Embalse de Jimaguayú är en reservoar i Kuba.   Den ligger i provinsen Provincia de Camagüey, i den sydöstra delen av landet, 500 km öster om huvudstaden Havanna. Embalse de Jimaguayú ligger 63 meter över havet. Arean är 9,9 kvadratkilometer. Omgivningarna runt Embalse de Jimaguayú är en mosaik av jordbruksmark och naturlig växtlighet. Den sträcker sig 4,4 kilometer i nord-sydlig riktning, och 5,4 kilometer i öst-västlig riktning.